# Mesocyclops salinus
Mesocyclops salinus – gatunek widłonoga z rodziny Cyclopidae. Nazwa naukowa tego gatunku skorupiaków została opublikowana w 1957 roku przez nigeryjskiego zoologa Sanyę Dojo Onabamiro (1913–1985). 